# Liste der Kardinalskreierungen Benedikts IV.
Es ist nur ein Kardinal bekannt, den Papst Benedikt IV. (900–903) in seinem dreijährigen Pontifikat kreierte.

## 903
- Christophorus, Kardinaldiakon, † nach Juli 903